# Caponia abyssinica
Caponia abyssinica là một loài nhện trong họ Caponiidae.
Loài này thuộc chi Caponia. Caponia abyssinica được Embrik Strand miêu tả năm 1908.